# فيلاديكالفيس
بلدية فبيلاديكابالس (بالكاتالانية: Viladecavalls) هي إحدى بلديات مقاطعة برشلونة, والتي تقع في منطقة كاتالونيا، شرق إسبانيا.
يبلغ عدد سكانها 7.079 نسمة وفقاً لإحصائية سنة (2007).